# Hiperlexia
La hiperlexia es un síndrome caracterizado por la capacidad precoz de un niño para leer. Inicialmente, fue identificado por Norman E. Silberberg y Margaret C. Silberberg (1967), quienes lo definieron como la habilidad precoz de leer palabras sin un entrenamiento previo para aprender a leer, típicamente antes de los 5 años. Indicaron que los niños con hiperlexia tienen una capacidad de decodificación de palabras significativamente mayor que sus niveles de comprensión lectora. Los niños con hiperlexia también presentan una intensa fascinación por el material escrito a una edad muy temprana.
Sin embargo, algunos hiperléxicos tienen problemas para comprender el habla. Algunos expertos creen que la mayoría de los niños con hiperlexia, o quizás incluso todos, se encuentran en el espectro del autismo. Sin embargo, un experto, Darold Treffert, propone que la hiperlexia tiene subtipos, solo algunos de los cuales se superponen con el autismo. Se ha estimado que entre el 5 y el 20 por ciento de los niños autistas son hiperléxicos.
Los niños hiperléxicos a menudo se encuentran fascinados por las letras o los números. Son muy buenos para decodificar el lenguaje y, por tanto, a menudo se convierten en lectores muy tempranos. Algunos niños hiperléxicos de habla inglesa aprenden a deletrear palabras largas (como elefante) antes de los dos años y aprenden a leer oraciones completas antes de los tres. Un estudio de resonancia magnética funcional de un solo niño mostró que la hiperlexia puede ser el opuesto neurológico de la dislexia . 

## Etimología
La palabra hiperlexia se deriva de los términos griegos hiper ("más, más allá, demasiado, por encima de la medida") y léxico ("palabra").

## Desarrollo
Aunque los niños hiperléxicos suelen aprender a leer de forma no comunicativa, varios estudios han demostrado que pueden adquirir comprensión lectora y lenguaje comunicativo tras la aparición de la hiperlexia. Estos niños tienen una trayectoria de desarrollo diferente en relación con los individuos neurotípicos, y los hitos se adquieren en un orden diferente. A pesar de la precoz capacidad de lectura de los niños hiperléxicos, pueden tener dificultades para comunicarse. A menudo, los niños hiperléxicos tendrán una habilidad precoz para leer, pero aprenderán a hablar solo de memoria y repetición pesada, y también pueden tener dificultades para aprender las reglas del lenguaje a partir de ejemplos o de ensayo y error, lo que puede resultar en problemas sociales. Su lenguaje puede desarrollarse usando ecolalia, a menudo repitiendo palabras y oraciones. A menudo, el niño tiene un vocabulario extenso y puede identificar muchos objetos e imágenes, pero no puede hacer un buen uso de sus habilidades lingüísticas. Falta el lenguaje espontáneo y se retrasa su habla pragmática. Los niños hiperléxicos a menudo tienen problemas con las preguntas del tipo ¿Quién? ¿Qué? ¿Dónde? ¿Por qué? ¿y cómo?. Entre las edades de 4 y 5 años, muchos niños logran grandes avances en la comunicación.
Las habilidades sociales de un niño con hiperlexia a menudo se retrasan enormemente. Los niños hiperléxicos a menudo tienen mucho menos interés en jugar con otros niños que sus compañeros.

## Tipos de hiperlexia
En un artículo, Darold Treffert propone tres tipos de hiperlexia. Específicamente:
- Tipo 1: infantes neurotípicos que son lectores muy tempranos.
- Tipo 2: infantes en el espectro del autismo que demuestran la lectura muy temprana como una habilidad fragmentada.
- Tipo 3: lectores muy tempranos que no están en el espectro del autismo, aunque exhiben algunos rasgos y comportamientos "parecidos al autismo" que gradualmente se desvanecen a medida que el niño crece.

Un artículo diferente de la optometrista Rebecca Williamson Brown, propone solo dos tipos de hiperlexia. Estos son:
- Tipo 1: hiperlexia marcada por un trastorno del lenguaje acompañante.
- Tipo 2: hiperlexia marcada por un trastorno de aprendizaje viso espacial acompañante.

## Estudios en sistemas de escrituralogográficos
En estudios realizados en cantonés y coreano, los sujetos pudieron leer "no palabras" en su ortografía nativa sin demora en relación con la velocidad con la que leyeron palabras reales en su ortografía nativa. Se observa un retraso con las palabras de excepción en inglés, incluidos los ejemplos "caos", "único" y "suficiente". Estos estudios también ilustran las dificultades para comprender qué es lo que están leyendo. Los hallazgos sugieren que los lectores no hiperléxicos se basan más en la semántica de las palabras para hacer inferencias sobre el significado de las palabras.
El estudio cantonés distingue los homógrafos y determina las lecturas de caracteres poco utilizados. En este estudio, el sujeto también cometió errores de analogía fonética y regularización del sonido. Los autores del estudio sugieren que el modelo de dos rutas para leer caracteres chinos puede estar en efecto para los hiperléxicos. El modelo de dos rutas describe la comprensión de los caracteres chinos en un sentido puramente fonético y la comprensión de los caracteres chinos en un sentido semántico.
El déficit de semántica también se ilustra en el estudio de los hiperléxicos coreanos a través de un experimento de preparación. Los niños no hiperléxicos leen palabras preparadas con una imagen relacionada más rápido que las palabras sin imprimación, mientras que los hiperléxicos las leen al mismo ritmo. Lee Sunghee y Hwang Mina, los autores del estudio coreano, también encontraron que los hiperléxicos tienen menos errores en la lectura sin palabras que los no hiperléxicos. Sugieren que esto puede deberse a un desequilibrio en la comprensión fonológica, ortográfica y semántica de la lengua materna y el sistema de escritura de los sujetos, en este caso, Hangul . Esta combinación de las partes de la lingüística se conoce como teoría conexionista, en la que las no palabras se distinguen de las palabras por diferencias en la interacción entre fonología, ortografía y semántica.
En el estudio de Lee y Hwang, los sujetos obtuvieron calificaciones más bajas en la prueba de lenguaje general y las pruebas de vocabulario que el promedio de sus grupos de edad. La alfabetización en Corea del Sur implica enseñar a los estudiantes palabras completas, en lugar de comenzar con la relación entre fonemas y letras en Hangul, a pesar de la evidencia de que el conocimiento del nombre de las letras es útil para aprender a leer palabras que no se han enseñado. Los resultados sugieren que los hiperléxicos son capaces de obtener las relaciones entre las letras (o la unidad más pequeña del sistema de escritura) y sus fonemas sin conocer los nombres.
Las dificultades de comprensión también pueden ser el resultado de la hiperlexia. Tanto la semántica como la comprensión tienen vínculos con el significado. La semántica se relaciona con el significado de una determinada palabra, mientras que la comprensión es la comprensión de un texto más extenso. En ambos estudios, las pruebas basadas en la interpretación y en el significado resultaron difíciles para los sujetos hiperléxicos. En el estudio de Weeks, el sujeto no pudo identificar los caracteres basándose en el aspecto logográfico del sistema de escritura, y en el estudio de Lee y Hwang, la preparación fue ineficaz para disminuir los tiempos de lectura de los hiperléxicos.